# GRZLY
GRZLY (укр. Грізлі) — український діджей та electronic dance music продюсер, який спеціалізується на electronica, dark disco, indie dance, techno жанрах. Відомий як резидент  українського кемпу Куренівка (Kurenivka camp) на Burning Man.

## Кар'єра в музиці
GRZLY виділяється як один із рідкісних місцевих артистів, які мали привілей виступати на відомому фестивалі Burning Man у Сполучених Штатах. Є постійним представником від України у спільноті Burning Man, зокрема, як учасник кемпу "Куренівка". Його активна участь охоплює різні події Ukrainian Burners, що додатково зміцнює його зв'язок із глобальною культурою спільноти.
Протягом своєї кар'єри, GRZLY виступав на численних подіях в  Україні та Європі Wave Spot, Atlas Weekend, Hedonism, Річковий Рейв, діливши сцену з видатними артистами, такими як Birds of Mind, HVOB, Benjamin Alexander, Smailov, KMLN, Kate Zubok, The Organism, Nathan Fake та David August. Його відданість філософії Burning Man підтверджується його роллю постійного учасника офіційних заходів Precompression та Decompression Burning Man.
На сьогоднішній день, GRZLY має звання посланця мексиканського музичного напрямку, відзначеного шаманськими ритмами та загадковим підсмаком Dark Disco. Цей звʼязок поширюється від легендарного міста Black Rock City у Неваді до Tulum й за межі - у світ, який може перетнути межі нашої реальності. Особливо, GRZLY відчуває глибокий зв'язок з Mayan Warrior, іконічним художнім арткаром та майданчиком на Burning Man, який неперервно приваблює його повертатися знову і знову.

## Сингли
- "What are we waiting for (ft. Sysuev)" на YouTube (2017)

## Альбоми
- Welcome Home (EP) (2024)